# دافني (أهيا)
دفنة أو دافني (Δάφνη) هي قرية جبلية في مقاطعة كَلَفريتة السابقة على حدود الوحدات الإقليمية أخيا وأركاديا وقريبة جدًا من بحيرة لادوناس الاصطناعية.
بنيت على الجانب الجنوبي الشرقي من جبل أفروديت، على حافة جبال إريمانثوس، على ارتفاع 641 مترًا. تبعد 44 كم عن كَلَفريتة و 110 كم من باتراس و 68 كم من تريبولي. لديها مناخ جاف.